# Brevipalpus juncus
Brevipalpus juncus är en spindeldjursart som beskrevs av Mohammad Nazeer Chaudhri och Akbar 1985. Brevipalpus juncus ingår i släktet Brevipalpus och familjen Tenuipalpidae. Inga underarter finns listade.